# اوه یی شیک
اوه یی شیک (کره‌ای: 오의식؛ زادهٔ ۱ نوامبر ۱۹۸۳) بازیگر اهل کره جنوبی است. او حرفهٔ بازیگری خود را در سال ۲۰۰۷ به عنولن بازیگر موزیکال آغاز کرد و از آن زمان تا کنون در فیلم‌ها و مجموعه‌های تلویزیونی حضور پیدا کرده‌است. او به خاطر ایفای نقش در مجموعه‌های تلویزیونی اوه روح من، عشق در مهتاب، سلام خداحافظ مامان! و زیبایی حقیقی شناخته می‌شود.

## فیلم‌شناسی

### مجموعه تلویزیونی
| سال  | عنوان                           | نقش                      | منابع  |
| ---- | ------------------------------- | ------------------------ | ------ |
| ۲۰۱۵ | اوه روح من                      | چوی جی وونگ              | [ ۴ ]  |
| ۲۰۱۵ | درامای ویژه فصل ۶: Contract Man | چوی دو سوک               | [ ۵ ]  |
| ۲۰۱۶ | فلوت رنگارنگ                    | چوی سونگ بوم             | [ ۶ ]  |
| ۲۰۱۶ | عشق در مهتاب                    | سونگ یول                 | [ ۷ ]  |
| ۲۰۱۶ | پری وزنه‌برداری کیم بوک‌جو        | بانگ وون کی              | [ ۸ ]  |
| ۲۰۱۷ | دایره                           | لی دونگ سو               | [ ۹ ]  |
| ۲۰۱۷ | مبارزه برای راهم                | مدیر اوه                 | [ ۱۰ ] |
| ۲۰۱۷ | وقتی تو خواب بودی               | بونگ دو هیون             | [ ۱۱ ] |
| ۲۰۱۷ | دو پلیس                         | لی هو ته                 | [ ۱۲ ] |
| ۲۰۱۸ | تابه عشق                        | منگ سام سون              | [ ۱۳ ] |
| ۲۰۱۸ | آیا تو انسانی؟                  | چا هیون جون              | [ ۱۴ ] |
| ۲۰۱۸ | همسر آشنا                       | اوه سانگ شیک             | [ ۱۵ ] |
| ۲۰۱۸ | عشق شفابخش من                   | جو مین                   | [ ۱۶ ] |
| ۲۰۱۸ | آهنگ مرگ                        | هونگ هه سونگ             | [ ۱۷ ] |
| ۲۰۱۹ | عشق یک کتاب پاداش است           | هونگ دونگ مین            | [ ۱۸ ] |
| ۲۰۱۹ | نوازش قلبت                      | گونگ هیوک جون            | [ ۱۹ ] |
| ۲۰۱۹ | وقتی شیطان نامت را فرا می‌خواند  | کانگ‌ها / جونگ این سوک    | [ ۲۰ ] |
| ۲۰۲۰ | سلام خداحافظ مامان!             | گه گون سانگ              | [ ۲۱ ] |
| ۲۰۲۰ | یکبار دیگر                      | اوه جونگ بونگ            | [ ۲۲ ] |
| ۲۰۲۰ | خانواده غریب من                 | وو سوک                   |        |
| ۲۰۲۰ | زیبایی حقیقی                    | هان جون وو               |        |
| ۲۰۲۱ | جنگیر چوسان                     | جی گیوم                  |        |
| ۲۰۲۱ | دهکده ساحلی چاچاچا              | جونگ وو (حضور افتخاری)   | [ ۲۳ ] |
| ۲۰۲۲ | ستاره‌های دنباله‌دار              | چا مین هو (حضور افتخاری) | [ ۲۴ ] |
| ۲۰۲۲ | دهن لق                          | کیم سون ته               | [ ۲۵ ] |